# Переписные участки Ньюфаундленда и Лабрадора
Канадская провинция Ньюфаундленд и Лабрадор разделена на 11 переписных районов, именуемых по номерам. Эти районы существуют только как единицы статистического анализа, в них нет собственной администрации.

## Список районов
- № 1 (Авалон — Сент-Джонс)
- № 2 (Бьюрин[англ.] — Мэристаун[англ.])
- № 3 (южное побережье — Ченнел-Порт-о-Баск[англ.])
- № 4 (Сент-Джорджес — Стивенвилл)
- №5[англ.] (Хамбер — Корнер-Брук)
- №6[англ.] (Центральный Ньюфаундленд — Гранд-Фолс-Виндзор[англ.])
- №7[англ.] (Бонависта[англ.]/Тринити — Кларенвилл)
- №8[англ.] (залив Нотр-Дам — Льюиспорт[англ.])
- №9[англ.] (Большой Северный полуостров — Сент-Антони)
- № 10 (Лабрадор (регион) — Хаппи-Валли-Гуз-Бей)
- № 11 (Нунатсиавут — Нейн)